# Sorry to Bother You
Desculpe te Incomodar (br) (Sorry to Bother You, no original) é um filme estadunidense de 2018, dos gêneros fantasia, comédia e ficção científica, dirigido por Boots Riley. Estrelado por Lakeith Stanfield, Armie Hammer e Tessa Thompson, estreou no Festival Sundance de Cinema em 22 de janeiro de 2018.

## Elenco
- Lakeith Stanfield - Cassius Green
- Armie Hammer - Steve Lift
- Tessa Thompson - Detroit
- Steven Yeun - Squeeze
- Jermaine Fowler
- Omari Hardwick - Mr. Blank
- Terry Crews - Sergio Green
- Danny Glover - Langston
- David Cross - Cassius (voz)
- Patton Oswalt - Mr. Blank (voz)
- Kate Berlant
- Robert Longstreet
- Michael Sommers
- Jason Berry